# Árpád von Klimó

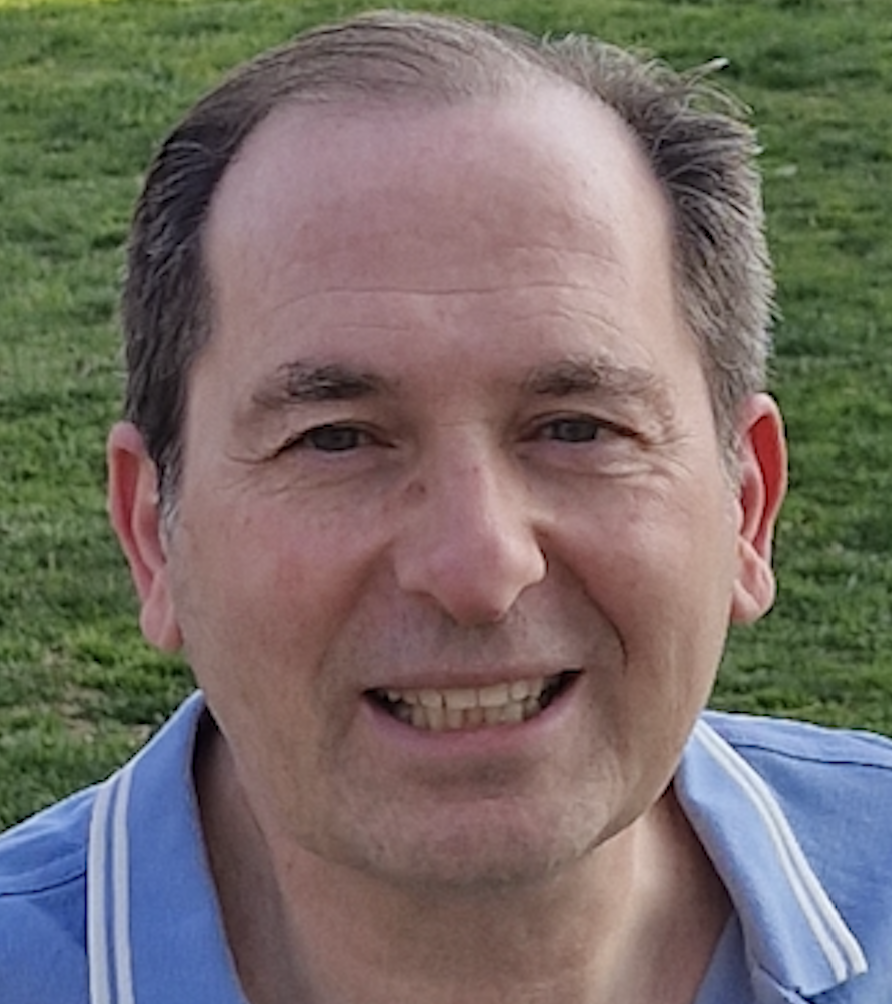
Árpád von Klimó, 2023

Árpád von Klimó (* 25. Januar 1964 in Heidelberg) ist ein deutscher und US-amerikanischer Neuzeithistoriker und Hochschullehrer.

## Leben
Árpád von Klimó studierte Mittlere und Neuere Geschichte, Kunstgeschichte und Italienisch an der Freien Universität Berlin sowie in Venedig und Göttingen. Im Jahr 1995 promovierte er an der Freien Universität Berlin mit der Dissertation Staat und Klientel im 19. Jahrhundert. Administrative Eliten in Italien und Preußen (1860–1918) zum Dr. phil. Mit der Habilitationsschrift Nationale Geschichtskultur Ungarns im europäischen Kontext (1860–1948) wurde er 2001 an der Freien Universität Berlin habilitiert.
Er lehrte an der Freien Universität und der Humboldt-Universität zu Berlin und in Bielefeld. Im Jahr 2004 war er als Gastprofessor an der Jacobs University Bremen und 2007 an der Universität Wien tätig.
Bis Juni 2008 war Árpád von Klimó wissenschaftlicher Mitarbeiter am Zentrum für Zeithistorische Forschung in Potsdam, dann als DAAD-Visiting Assistant Professor an der University of Pittsburgh in Pennsylvania.
2012 wurde er Associate Professor für Moderne mitteleuropäische Geschichte an der Katholischen Universität von Amerika in Washington, D.C. und 2018 dort ordentlicher Professor für Europäische Geschichte. Er besitzt die deutsche und die US-Staatsangehörigkeit.

## Schriften (Auswahl)

### Monografien
- Staat und Klientel im 19. Jahrhundert. Administrative Eliten in Italien und Preußen im Vergleich 1860–1918 (= Italien in der Moderne. Band 4, zugleich Dissertation Freie Universität Berlin 1995), SH-Verlag, Vierow bei Greifswald 1997, ISBN 3-89498-046-X. Italienisch: Tra Stato e società. Le élites amministrative in Italia e Prussia (1860–1918), Rom 2002.
- Nation, Konfession, Geschichte. Zur nationalen Geschichtskultur Ungarns im europäischen Kontext (1860–1948) (= Südosteuropäische Arbeiten. Band 117, zugleich Habilitationsschrift, Freie Universität Berlin 2001), Oldenbourg, München 2003, ISBN 978-3-486-56746-5.
- Ungarn seit 1945 (= Europäische Zeitgeschichte. Band 2), Vandenhoeck und Ruprecht, Göttingen 2006, ISBN 978-3-525-03751-5. Ins Englische übersetzt von Kevin McAleer: Hungary since 1945, Routledge (Verlag), London 2018, ISBN 978-1-138-22656-2.
- Remembering Cold Days. The 1942 Massacre of Novi Sad and Hungarian Politics and Society, 1942-1989, University of Pittsburgh Press, Pittsburgh 2018, ISBN 978-0-8229-6545-9.

### Herausgeberschaften
- mit Malte Rolf: Rausch und Diktatur. Inszenierung, Mobilisierung und Kontrolle in totalitären Systemen, Campus Verlag, Frankfurt am Main 2006, ISBN 3-593-38206-7.
- mit Jan C. Behrends, Patrice G. Poutrus: Antiamerikanismus im 20. Jahrhundert. Studien zu Ost- und Westeuropa (= Studien zur Politik- und Gesellschaftsgeschichte. Band 68), Dietz, Bonn 2005, ISBN 978-3-8012-4154-4.
- mit Irina Livezeanu: The Routledge History of East Central Europe Since 1700, Routledge, London 2017, ISBN 978-0-415-58433-3.

### Aufsätze
- Der Wandel des „mondo cattolico“ (1945–1958). Neuere Forschungen zum italienischen Laienkatholizismus in der Nachkriegszeit. In: Historisches Jahrbuch 126 (2006), S. 465–491.
- Katholizismus und Popkultur. Beatmessen in Italien und Ungarn in den 1960er Jahren. In: Religion und Gesellschaft, 2007, S. 353–374.
- Ein „konfessionelles Zeitalter“ Ungarns (1848–1948)? In: Religion und Nation, 2007, S. 215–228.
- Der ungarische Katholizismus und die Revolution von 1956. Neuere Literatur und Forschungen zu Kommunismus, Kirche und Laien (1945–1956). In: Historisches Jahrbuch 128 (2008), S. 495–521.
- The Cardinal Mindszenty files from American archives. In: The Catholic Historical Review 101 (2015), 2, S. 342–347.